# فیلم‌شناسی چارلی چاپلین

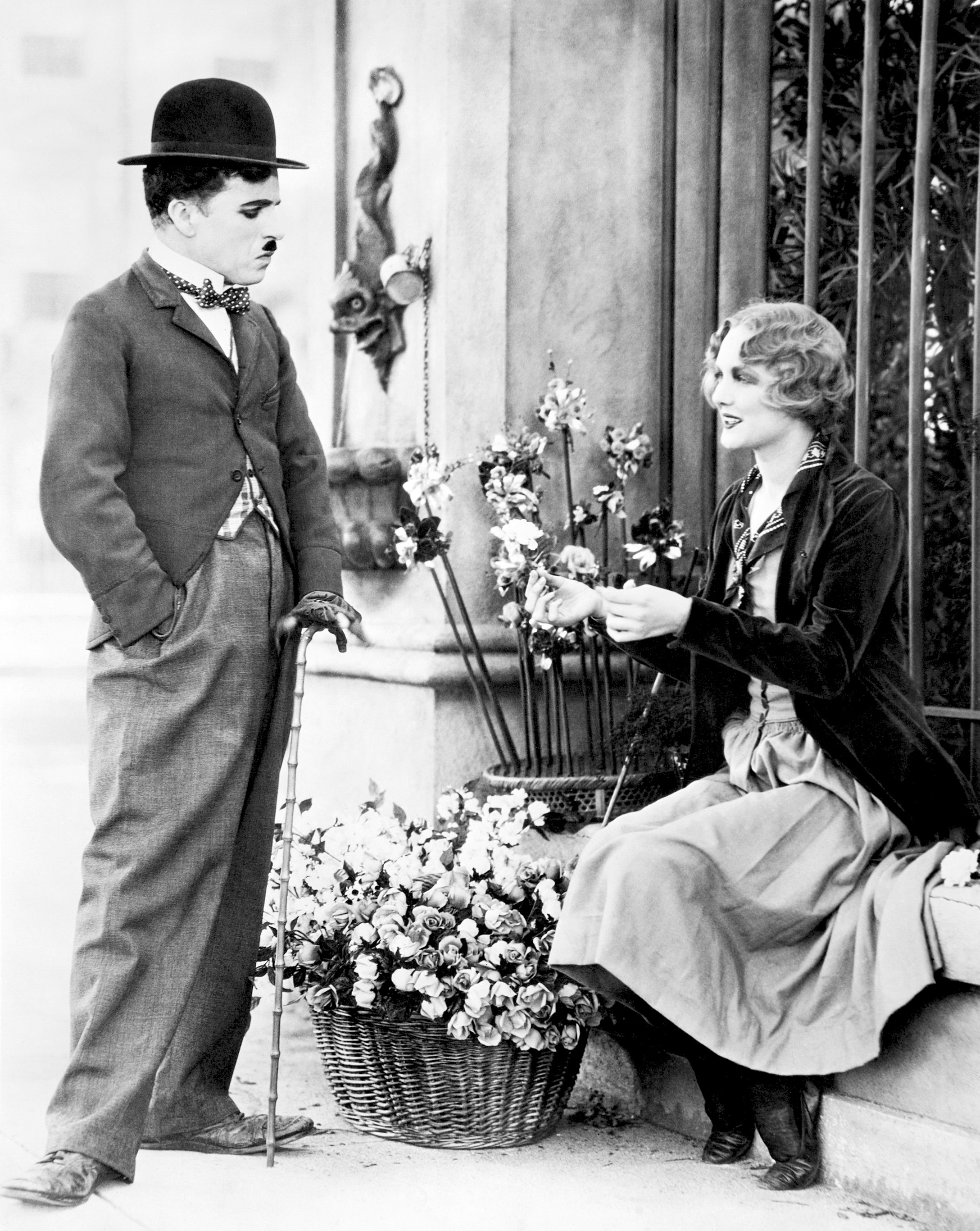
چارلی چاپلین

چارلی چاپلین (۱۸۸۹–۱۹۷۷) بازیگر، کمدین و فیلمساز انگلیسی بود که کارش از سال ۱۹۱۴ تا ۱۹۶۷ به طول انجامید. در سالهای ابتدایی خود به خاطر شخصیت ولگرد کوچولو مشهور شد. در دهه ۱۹۱۰ و ۱۹۲۰ او مشهورترین فرد روی کره زمین محسوب می‌شد. 
چاپلین در لندن متولد شد و از سن نه سالگی شروع به بازی در صحنه کرد. در سال ۱۹۱۳، هنگامی که با گروه طنز فرد کارنو در تور ایالات متحده بود، قرارداد کار در شرکت فیلم‌سازی کیستون ماک سنت را پذیرفت. در مدت حضور خود در کیستون، شروع به نوشتن و کارگردانی برخی از فیلم‌هایی که در آنها بازی کرده‌است، کرد. چاپلین در سال ۱۹۱۵ و یک سال بعد با شرکت فیلم‌سازی متقابل با شرکت تولیدکننده فیلم Essanay قرارداد امضا کرد. در سال ۱۹۱۸، چاپلین تولید فیلم‌های خود را آغاز کرد، و در ابتدا آنها را از طریق First National و سپس از طریق United Artists منتشر کرد، شرکتی که با مری پیکفورد، داگلاس فیربانکز و D. W. Griffith تأسیس کرد. در اواخر دهه ۴۰ و اوایل دهه ۱۹۵۰، چاپلین به هواداری کمونیست متهم شد، که وی آن را انکار کرد. وی همچنان یک سوژه انگلیسی بود و در حالی که در سال ۱۹۵۲ برای شرکت در اکران فیلم خود با نام Limelight به انگلیس سفر می‌کرد، اجازه ورود مجدد وی به آمریکا لغو شد. چاپلین سرانجام در سوئیس اقامت گزید و تا آخر عمر در آنجا ماند. او دو فیلم آخر خود را در انگلیس ساخت.
در طول زندگی خود، چاپلین سه جایزه از آکادمی علوم و هنرهای سینمایی دریافت کرد. در اولین مراسم اهدای جوایز اسکار، که در ۱۶ مه ۱۹۲۹ برگزار شد، وی در ابتدا برای فیلم سیرک (۱۹۲۸) نامزد بهترین بازیگر و بهترین کارگردان شد. آکادمی دو نامزدی خود را رد کرد و وی برای نویسندگی، کارگردانی، تهیه کنندگی و بازیگری جایزه افتخاری گرفت. در سال ۱۹۷۲، او پس از نزدیک به دو دهه به ایالات متحده بازگشت تا یک بار دیگر جایزه افتخاری را دریافت کند، این بار به دلیل موفقیت‌های کلی در سینما. سال بعد، امتیاز چاپلین برای Limelight جایزه اسکار بهترین موسیقی را دریافت کرد. اگرچه در این زمان ۲۰ ساله بود، لیم لایت تا سال ۱۹۷۲ در منطقه لس آنجلس آزاد نشده بود و قبل از آن واجد شرایط دریافت جایزه اسکار نبود. چاپلین همچنین نامزد دریافت جایزه اسکار بهترین بازیگر نقش اول مرد و بهترین فیلمنامه اصلی را برای دیکتاتور بزرگ دریافت کرد. در سال ۱۹۴۲، چاپلین نسخه جدیدی از The Gold Rush را منتشر کرد، فیلم اصلی ساکت ۱۹۲۵ را گرفت و آهنگسازی و آهنگسازی موسیقی را انجام داد که در سال ۱۹۲۵ منتشر نشد. Gold Rush نامزد بهترین موسیقی (امتیازدهی یک تصویر دراماتیک یا کمدی) شد. . علیرغم نامزدی دیرهنگام Limelight، آخرین نامزدی معاصر وی در سال ۱۹۴۷ برای فیلمنامه فیلم Monsieur Verdoux بود.
از سال ۲۰۲۰، هفت فیلم که چاپلین در آن بازی کرده به فهرست ثبت ملی فیلم‌های آمریکایی اضافه شده‌است: مسابقات اتومبیلرانی بچه‌ها در ونیز (۱۹۱۴)، مهاجر (۱۹۱۷)، بچه (۱۹۲۱)، جویندگان طلا (۱۹۲۵)، روشنایی های شهر (۱۹۳۱)، مدرن تایمز (۱۹۳۶) و دیکتاتور بزرگ (۱۹۴۰). همچنین Show People (1928) انتخاب شد که چاپلین را در ظاهری کاملاً بی نظیر نشان می‌دهد. چاپلین برای کار در فیلم‌های سینمایی ستاره ای در پیاده‌روی مشاهیر هالیوود دارد.

## فیلم‌های رسمی

### کی استون
| تاریخ انتشار    | عنوان                      | به عنوان | به عنوان  | به عنوان | به عنوان | به عنوان                     | یادداشت |
| تاریخ انتشار    | عنوان                      | آهنگساز  | تهیه‌کننده | نویسنده  | کارگردان | نقش                          | یادداشت |
| --------------- | -------------------------- | -------- | --------- | -------- | -------- | ---------------------------- | --- |
| ۲ فوریه ۱۹۱۴    | امرار معاش                 |          |           |          |          | Slicker                      | |
| ۷ فوریه ۱۹۱۴    | مسابقه اتومبیل‌رانی در ونیز |          |           |          |          | Tramp                        | Released on a split-reel (i.e. two films on one reel) with an education film, Olives and Trees.                             |
| ۹ فوریه ۱۹۱۴    | مخمصه عجیب میبل            |          |           |          |          | Tramp                        | Filmed before but released after Kid Auto Races at Venice, hence it was in this film that the Tramp costume was first used. |
| ۱۹ فوریه ۱۹۱۴   | گرفتن دزد                  |          |           |          |          | A Policeman                  | Print discovered in 2010.                                                                                                   |
| ۲۸ فوریه ۱۹۱۴   | بین رگبارها                |          |           |          |          | Masher                       | |
| ۲ مارس ۱۹۱۴     | فیلم جانی                  |          |           |          |          | The Film Johnnie             | |
| ۹ مارس ۱۹۱۴     | تانگو تانگل                |          |           |          |          | Tipsy Dancer                 | |
| ۱۶ مارس ۱۹۱۴    | سرگرمی مورد علاقه‌اش        |          |           |          |          | Drinker                      | |
| ۲۶ مارس ۱۹۱۴    | عشق ستمکار                 |          |           |          |          | Lord Helpus                  | |
| ۴ آوریل ۱۹۱۴    | شاگرد ستاره                |          |           |          |          | The Star boarder             | |
| ۱۸ آوریل ۱۹۱۴   | ماشین‌سواری میبل            |          |           |          |          | Villain                      | Two reels |
| ۲۰ آوریل ۱۹۱۴   | بیست دقیقه عشق             |          |           | آری      | آری      | Pickpocket                   | |
| ۲۷ آوریل ۱۹۱۴   | گرفتار در کاباره           |          |           |          |          | Waiter                       | Two reels. Co-writer: میبل نورماند                                                                                          |
| ۴ مه ۱۹۱۴       | مانده در باران             |          |           | آری      | آری      | Tipsy Hotel Guest            | |
| ۷ مه ۱۹۱۴       | یک روز شلوغ                |          |           | آری      | آری      | Wife                         | Released on a split-reel with an educational short, The Morning Papers.                                                     |
| ۱ ژوئن ۱۹۱۴     | پتک کشنده                  |          |           |          |          | Suitor                       | |
| ۴ ژوئن ۱۹۱۴     | دوستش راهزن                |          |           | آری      | آری      | Bandit                       | The only known Chaplin فیلم گمشده. Co-director: Mabel Normand                                                               |
| ۱۱ ژوئن ۱۹۱۴    | ضربه فنی                   |          |           |          |          | Referee                      | Two reels |
| ۱۳ ژوئن ۱۹۱۴    | روز شلوغ میبل              |          |           |          |          | Tipsy Nuisance               | |
| ۲۰ ژوئن ۱۹۱۴    | زندگی زناشویی میبل         |          |           | آری      | آری      | Mabel's Husband              | Co-writer: Mabel Normand |
| ۹ ژوئیه ۱۹۱۴    | گاز خنده                   |          |           | آری      | آری      | Dentist's Assistant          | |
| ۱ اوت ۱۹۱۴      | مرد مال‌دوست                |          |           | آری      | آری      | The Property Man             | Two reels |
| ۱۰ اوت ۱۹۱۴     | با صورت بر کف بار          |          |           | آری      | آری      | Artist                       | Based on the poem by Hugh Antoine d'Arcy.                                                                                   |
| ۱۳ اوت ۱۹۱۴     | تفریح                      |          |           | آری      | آری      | Tramp                        | Released as a split-reel with a travel short, The Yosemite.                                                                 |
| ۲۷ اوت ۱۹۱۴     | مبدل‌پوش                    |          |           | آری      | آری      | Film Actor                   | |
| ۳۱ اوت ۱۹۱۴     | حرفه تازه او               |          |           | آری      | آری      | Charlie                      | |
| ۷ سپتامبر ۱۹۱۴  | قماربازان                  |          |           | آری      | آری      | Reveller                     | |
| ۲۴ سپتامبر ۱۹۱۴ | سرایدار جدید               |          |           | آری      | آری      | Janitor                      | |
| ۱۰ اکتبر ۱۹۱۴   | رنج‌های عشق                 |          |           | آری      | آری      | Masher                       | |
| ۲۶ اکتبر ۱۹۱۴   | خمیر و دینامیت             |          |           | آری      | آری      | Waiter                       | Two reels. Co-writer: مک سنت                                                                                                |
| ۲۹ اکتبر ۱۹۱۴   | آقای جسور                  |          |           | آری      | آری      | Impecunious Track Enthusiast | |
| ۷ نوامبر ۱۹۱۴   | پیشه موسیقایی او           |          |           | آری      | آری      | Piano Mover                  | |
| ۹ نوامبر ۱۹۱۴   | محل ملاقاتش                |          |           | آری      | آری      | Husband                      | Two reels |
| ۱۴ نوامبر ۱۹۱۴  | عشق جریحه‌دارشده تیلی       |          |           |          |          | Charlie, a City Slicker      | Six reels. From the play, Tillie's Nightmare, by A. Baldwin Sloane and Edgar Smith.                                         |
| ۵ دسامبر ۱۹۱۴   | آشنایی                     |          |           | آری      | آری      | Spouse                       | |
| ۷ دسامبر ۱۹۱۴   | گذشته ماقبل تاریخی او      |          |           | آری      | آری      | Weakchin                     | Two reels |

### اسنای
چاپلین در ۱۵ فیلم برای کمپانی استودیو اسنای نوشت.
| تاریخ انتشار   | عنوان            | به عنوان | به عنوان  | به عنوان | به عنوان | به عنوان               | یادداشت |
| تاریخ انتشار   | عنوان            | آهنگساز  | تهیه‌کننده | نویسنده  | کارگردان | نقش                    | یادداشت |
| -------------- | ---------------- | -------- | --------- | -------- | -------- | ---------------------- | --- |
| ۱ فوریه ۱۹۱۵   | شغل جدیدش        |          |           | آری      | آری      | Film Extra             | |
| ۱۵ فوریه ۱۹۱۵  | یک شب گردش       |          |           | آری      | آری      | Reveller               | Debut of ادنا پرواینس |
| ۱۱ مارس ۱۹۱۵   | قهرمان           |          |           | آری      | آری      | Aspiring Pugilist      | |
| ۱۸ مارس ۱۹۱۵   | در پارک          |          |           | آری      | آری      | Charlie                | One reel |
| ۱ آوریل ۱۹۱۵   | فرار مینی‌بوسی    |          |           | آری      | آری      | Suitor, the Fake Count | |
| ۱۱ آوریل ۱۹۱۵  | ولگرد            |          |           | آری      | آری      | The Tramp              | |
| ۲۹ آوریل ۱۹۱۵  | کنار دریا        |          |           | آری      | آری      | Stroller               | One reel |
| ۲۱ ژوئن ۱۹۱۵   | شغل              |          |           | آری      | آری      | Decorator's Apprentice | |
| ۱۲ ژوئیه ۱۹۱۵  | یک زن            |          |           | آری      | آری      | Charlie / "The Woman"  | |
| ۹ اوت ۱۹۱۵     | بانک             |          |           | آری      | آری      | Janitor                | |
| ۴ اکتبر ۱۹۱۵   | شانگهای          |          |           | آری      | آری      | Charlie                | |
| ۲۰ نوامبر ۱۹۱۵ | شبی در نمایش     |          |           | آری      | آری      | Mr. Pest and Mr. Rowdy | |
| ۱۸ دسامبر ۱۹۱۵ | دست‌انداختن کارمن |          |           | آری      | آری      | Darn Hosiery           | Re-issued on 22 April 1916, as an unauthorised four-reeler with new footage shot and assembled by لئو وایت.                                                                                                |
| ۲۷ مه ۱۹۱۶     | پلیس             |          |           | آری      | آری      | Ex-Convict             | |
| ۱۱ اوت ۱۹۱۸    | دردسر سه‌گانه     |          |           | آری      | آری      | Janitor                | Compilation assembled by Leo White with scenes from Police and an unfinished short, Life, along with new material shot by White. Chaplin includes this production in the filmography of his autobiography. |

### میوچوال
| تاریخ انتشار   | عنوان          | به عنوان | به عنوان  | به عنوان | به عنوان | به عنوان                           | یادداشت                                  |
| تاریخ انتشار   | عنوان          | آهنگساز  | تهیه‌کننده | نویسنده  | کارگردان | نقش                                | یادداشت                                  |
| -------------- | -------------- | -------- | --------- | -------- | -------- | ---------------------------------- | ---------------------------------------- |
| ۱۵ مه ۱۹۱۶     | بازرس فروشگاه  |          | آری       | آری      | آری      | Impecunious Customer               | Co-writer: Vincent Bryan                 |
| ۱۲ ژوئن ۱۹۱۶   | آتش‌نشان        |          | آری       | آری      | آری      | Fireman                            | Co-writer: Vincent Bryan                 |
| ۱۰ ژوئیه ۱۹۱۶  | خانه‌به‌دوش      |          | آری       | آری      | آری      | Street Musician                    | Co-writer: Vincent Bryan                 |
| ۷ اوت ۱۹۱۶     | ساعت یک بامداد |          | آری       | آری      | آری      | Drunk                              |                                          |
| ۴ سپتامبر ۱۹۱۶ | کنت            |          | آری       | آری      | آری      | Tailor's Apprentice                |                                          |
| ۲ اکتبر ۱۹۱۶   | سمساری         |          | آری       | آری      | آری      | Pawnbroker's Assistant             |                                          |
| ۱۳ نوامبر ۱۹۱۶ | پشت صفحه نمایش |          | آری       | آری      | آری      | Property Man's Assistant           |                                          |
| ۴ دسامبر ۱۹۱۶  | سرسره‌بازی      |          | آری       | آری      | آری      | Waiter and Skating Enthusiast      |                                          |
| ۲۲ ژانویه ۱۹۱۷ | ایزی استریت    |          | آری       | آری      | آری      | Vagabond recruited to Police Force |                                          |
| ۱۶ آوریل ۱۹۱۷  | درمان          |          | آری       | آری      | آری      | Alcoholic Gentleman at Spa         |                                          |
| ۱۷ ژوئن ۱۹۱۷   | مهاجر          |          | آری       | آری      | آری      | Immigrant                          | Added to the فهرست ملی ثبت فیلم in 1998. |
| ۲۲ اکتبر ۱۹۱۷  | ماجراجو        |          | آری       | آری      | آری      | Escaped Convict                    |                                          |

### فرست نشنال
| تاریخ انتشار    | عنوان           | به عنوان | به عنوان  | به عنوان | به عنوان | به عنوان        | یادداشت |
| تاریخ انتشار    | عنوان           | آهنگساز  | تهیه‌کننده | نویسنده  | کارگردان | نقش             | یادداشت |
| --------------- | --------------- | -------- | --------- | -------- | -------- | --------------- | --- |
| ۱۴ آوریل ۱۹۱۸   | زندگی سگی       | آری      | آری       | آری      | آری      | Tramp           | Three reels. Score composed for compilation, نمایشنامه انتقادی چاپلین                                        |
| ۲۹ سپتامبر ۱۹۱۸ | باند            |          | آری       | آری      | آری      | Tramp           | Half-reel. Co stars brother سیدنی چاپلین (هنرمند)                                                            |
| ۲۰ اکتبر ۱۹۱۸   | دوش‌فنگ          | آری      | آری       | آری      | آری      | Recruit         | Three reels. Score composed for compilation, The Chaplin Revue.                                              |
| ۱۵ مه ۱۹۱۹      | سانی‌ساید        | آری      | آری       | آری      | آری      | Farm Handyman   | Three reels. Score composed for 1974 re-release.                                                             |
| ۱۵ دسامبر ۱۹۱۹  | خوشی یک روز     | آری      | آری       | آری      | آری      | Father          | Two reels. First film with Jackie Coogan, future star of The Kid. Score composed for 1973 re-release.        |
| ۶ فوریه ۱۹۲۱    | پسربچه          | آری      | آری       | آری      | آری      | Tramp           | Six reels. Score composed for 1971 re-release. Added to the فهرست ملی ثبت فیلم in 2011.                      |
| ۲۵ سپتامبر ۱۹۲۱ | طبقه بیکار      | آری      | آری       | آری      | آری      | Tramp / Husband | Two reels. Score composed for 1971 re-release.                                                               |
| ۲ آوریل ۱۹۲۲    | روز پرداخت حقوق | آری      | آری       | آری      | آری      | Laborer         | Two reels. Score composed for 1972 re-release. Chaplin's final short (of less than 30 minutes running time). |
| ۲۶ فوریه ۱۹۲۳   | زائر            | آری      | آری       | آری      | آری      | Escaped Convict | Four reels. Score composed for compilation, The Chaplin Revue.                                               |

### یونایتد آرتیستس
| تاریخ انتشار    | عنوان          | به عنوان | به عنوان  | به عنوان | به عنوان | به عنوان                    | یادداشت |
| تاریخ انتشار    | عنوان          | آهنگساز  | تهیه‌کننده | نویسنده  | کارگردان | نقش                         | یادداشت |
| --------------- | -------------- | -------- | --------- | -------- | -------- | --------------------------- | --- |
| ۲۶ سپتامبر ۱۹۲۳ | زن پاریسی      | آری      | آری       | آری      | آری      | Porter                      | Chaplin has a small تک‌جلوه role. Score composed for 1976 re-issue. |
| ۲۶ ژوئن ۱۹۲۵    | جویندگان طلا   | آری      | آری       | آری      | آری      | Lone Prospector             | Score composed for 1942 re-issue. Added to the فهرست ملی ثبت فیلم in 1992. |
| ۶ ژانویه ۱۹۲۸   | سیرک           | آری      | آری       | آری      | آری      | Tramp                       | Score composed for 1970 re-issue. The Academy Film Archive preserved The Circus in 2002. |
| ۳۰ ژانویه ۱۹۳۱  | روشنایی‌های شهر | آری      | آری       | آری      | آری      | Tramp                       | Added to the National Film Registry in 1991. |
| ۵ فوریه ۱۹۳۶    | عصر جدید       | آری      | آری       | آری      | آری      | A factory worker            | Added to the National Film Registry in 1989. |
| ۱۵ اکتبر ۱۹۴۰   | دیکتاتور بزرگ  | آری      | آری       | آری      | آری      | Adenoid Hynkel / The Barber | Added to the National Film Registry in 1997. Nominated for جایزه اسکار بهترین بازیگر نقش اول مرد، جایزه اسکار بهترین فیلم and جایزه اسکار بهترین فیلم‌نامه غیراقتباسی.                                                                                                 |
| ۱۱ آوریل ۱۹۴۷   | موسیو وردو     | آری      | آری       | آری      | آری      | Monsieur Henri Verdoux      | Based on an idea by اورسن ولز. Nominated for Academy Award for Best Writing (Original Screenplay). |
| ۱۶ اکتبر ۱۹۵۲   | روشنی‌های صحنه  | آری      | آری       | آری      | آری      | Calvero                     | Pulled from American screens shortly after its release when Chaplin became a political exile from the United States.جایزه اسکار بهترین موسیقی فیلم. (Awarded in 1973 when the film became first eligible for Academy Award consideration via Los Angeles screenings.) |

### تولیدات انگلیس
| تاریخ انتشار    | عنوان               | به عنوان | به عنوان  | به عنوان | به عنوان | به عنوان       | یادداشت |
| تاریخ انتشار    | عنوان               | آهنگساز  | تهیه‌کننده | نویسنده  | کارگردان | نقش            | یادداشت |
| --------------- | ------------------- | -------- | --------- | -------- | -------- | -------------- | --- |
| ۱۲ سپتامبر ۱۹۵۷ | یک سلطان در نیویورک | آری      | آری       | آری      | آری      | King Shahdov   | Last starring role. An Attica-Archway production Not released in the United States until 1972.             |
| ۵ ژانویه ۱۹۶۷   | کنتسی از هنگ کنگ    | آری      |           | آری      | آری      | An Old Steward | A یونیورسال پیکچرز in Panavision and تکنی‌کالر. Produced by Jerome Epstein. Chaplin has a small cameo role. |

## فیلم‌های ناقص و منتشر نشده
| سال               | عنوان             | به عنوان | به عنوان  | به عنوان | به عنوان | به عنوان        | یادداشت |
| سال               | عنوان             | آهنگساز  | تهیه‌کننده | نویسنده  | کارگردان | Role            | یادداشت |
| ----------------- | ----------------- | -------- | --------- | -------- | -------- | --------------- | --- |
| ۱۹۱۵–۱۹۱۶         | زندگی             |          | آری       | آری      | آری      |                 | Uncompleted, although parts were used in The Essanay-Chaplin Revue (see below).                                                           |
| ۱۹۱۸              | چگونه فیلم بسازیم |          | آری       | آری      | آری      | Himself         | Never assembled, although parts were used in نمایشنامه انتقادی چاپلین (see below). Reconstructed in 1981 by کوین براونلاو and David Gill. |
| (فیلم بدون عنوان) |                   |          | آری       | آری      | آری      | Himself         | A charity film co-starring Harry Lauder.                                                                                                  |
| ۱۹۱۹              | پروفسور           |          | آری       | آری      | آری      | Professor Bosco | Slated as a two-reeler, but never issued.                                                                                                 |
| حوالی ۱۹۲۲        | خوب و دوستانه     |          | آری       | آری      | آری      | Tramp           | Improvised sketch. |
| ۱۹۲۶              | زنی از دریا       |          | آری       |          |          |                 | Completed but never released. Chaplin had the negative burned on 24 June 1933, making it lost.                                            |
| ۱۹۳۳              | همگی در دریا      |          |           |          |          | Himself         | An 11-minute home film shot by الیستر کوک onboard Chaplin's boat, Panacea, and featuring Cooke with Chaplin and پولت گادرد.               |
| ۱۹۶۶–۱۹۷۵         | عجیب‌الخلقه        |          |           | آری      |          |                 | A production planned for Chaplin's daughter, ویکتوریا چاپلین.                                                                             |

## فیلم‌نامه‌ها
| تاریخ انتشار    | عنوان                         | به عنوان    | به عنوان  | به عنوان | به عنوان | به عنوان                                                                              | یادداشت |
| تاریخ انتشار    | عنوان                         | موسیقی فیلم | تهیه‌کننده | نویسنده  | کارگردان | نقش                                                                                   | یادداشت |
| --------------- | ----------------------------- | ----------- | --------- | -------- | -------- | ------------------------------------------------------------------------------------- | --- |
| ۳۱ مارس ۱۹۱۵    | Introducing Charlie Chaplin   |             |           |          |          |                                                                                       | Promo film intended for exhibitors to show as a prologue to Chaplin films. |
| ۲۳ سپتامبر ۱۹۱۶ | The Essanay-Chaplin Revue     |             |           | آری      | آری      | Ex-convict                                                                            | Compiled by لئو وایت from portions of Police and Life with new material directed by White. |
| 1916            | حمله سپلین                    |             |           |          |          |                                                                                       | A 7-minute reel of this جنگ جهانی اول propaganda short, was discovered in 2009, with a second in 2011. The first copy was bought on eBay and later put up for auction, but the only bid failed to reach the reserve price. |
| مه ۱۹۱۸         | Chase Me Charlie              |             |           | آری      | آری      |                                                                                       | A seven-reel montage of Essanay films, edited by Langford Reed. Released in England. |
| Circa 1920      | Charlie Butts In              |             |           | آری      | آری      |                                                                                       | Essentially a one-reel version of the second Essanay short, A Night Out, incorporating alternate takes and footage of Chaplin conducting a band at Mer Island.                                                             |
| 1938            | The Charlie Chaplin Carnival  | آری         | آری       | آری      | آری      | Property Man's Assistant / Tailor's Apprentice / Fireman / Street Musician            | Compiled from Behind the Screen, The Count, The Fireman, and The Vagabond, with additional music and added sound effects.                                                                                                  |
| 1938            | The Charlie Chaplin Calvacade | آری         | آری       | آری      | آری      | Drunk / Waiter and Skating Enthusiast / Pawnbroker's Assistant / Impecunious Customer | Compiled from One A.M., The Rink, The Pawnshop, and The Floorwalker, with additional music and added sound effects. |
| 1938            | The Charlie Chaplin Festival  | آری         | آری       | آری      | آری      | Immigrant / The Derelict / The Inebriate / The Convict                                | Compiled from The Adventurer, The Cure, Easy Street and The Immigrant, with additional music and added sound effects. |
| ۲۵ سپتامبر ۱۹۵۹ | نمایشنامه انتقادی چاپلین      | آری         | آری       | آری      | آری      | Tramp / Recruit / Escaped Convict / Himself                                           | Compiled from زندگی سگی, دوش‌فنگ, زائر, and How to Make Movies. |
| 1975            | The Gentleman Tramp           |             |           |          |          |                                                                                       | A compilation documentary featuring new scenes of Chaplin at his home in سوئیس. |

## حضور افتخاری
چاپلین علاوه بر تولیدات خود از زن پاریسی (۱۹۲۳) و کنتسی از هنگ کنگ (۱۹۶۷)، مانند فیلم‌های زیر به نمایش درآمد.
| سال  | عنوان         | یادداشت                               |
| ---- | ------------- | ------------------------------------- |
| ۱۹۱۵ | احیاء او      | چارلز چاپلین - مشتری (بی‌سابقه)        |
| ۱۹۲۳ | روح برای فروش | نمایش داده شده در مجموعه زن پاریسی    |
| ۱۹۲۳ | هالیوود       | فیلم گمشده.                           |
| ۱۹۲۸ | نمایش به مردم | در سال ۲۰۰۳ به ثبت ملی فیلم اضافه شد. |